# Eliza Lucas Pinckney
Eliza Lucas Pinckney (Illa d'Antigua, 28 de desembre de 1722 – Filadèlfia, 1793) va ser una agricultora estatunidenca que canviar l'agricultura en la Carolina del Sud colonial, on va convertir l'anyil autèntic en un dels seus cultius més importants per valor. El seu cultiu i processament per obtenir el tint de color indi va produir un terç del valor total de les exportacions de la colònia abans de la Guerra de la Independència dels Estats Units. Directora de tres plantacions, Pinckney va tenir una gran influència en l'economia colonial.
Al segle xx, Eliza Pinckney va ser la primera dona triada per al Saló de la Fama Empresarial de Carolina del Sud.

## Vida

### Família, infància i educació
Elizabeth (anomenada Eliza) Lucas va néixer el 28 de desembre de 1722, en Illa d'Antigua, Índies Occidentals Britàniques. Va créixer allí, en Poerest, on la seua família posseïa tres plantacions de canya de sucre. Era la filla major del tinent coronel George Lucas, del Regiment Dalzell d'Infanteria de l'Exèrcit britànic, i de la seua esposa Ann (probablement Mildrum) Lucas. Va tindre dos germans, Thomas i George, i una germana més jove anomenada Mary (coneguda familiarment com a Polly).
Procedia d'una família de l'elit d'Antigua. A finals del segle xvii, adversaris polítics de l'avi d'Eliza a l'Illa d'Antigua, John Lucas, creien que la família Lucas va tenir influència a Londres a través d'Henry Grey (1664–1740), després Duc de Kent i membre del govern de la reina Ana, i Robert Lucas, 3r Senyor Lucas (1649–1705), llavors governador de la Torre de Londres. Hi ha proves documentals que la família Lucas va utilitzar aquesta influència per als seus propis interessos. El mercader indià Thomas Lucas (1720–1784) i el seu soci en els negocis William Coleman van ser reeixits homes de negocis. Però cap investigador ha documentat una relació familiar entre aquests homes i la família Lucas de la qual procedia Eliza Lucas.
Els Lucas van enviar la mainada a Londres per ser educats d'acord amb el costum de l'elit colonial. Se solia enviar els nens cap els vuit o nou anys i les nenes més tard, cap a la seua adolescència, en acostar-se l'edat casadora, atès que s'esperava d'elles un futur com a mares i esposes. No obstant això, Eliza Lucas va destacar. Va anar a un internat, on, entre altres matèries, va estudiar francès i música, però el seva assignatura favorita era la botànica. Sobre la seva educació, va escriure al seu pare: «l'aprecio com una fortuna més valuosa que qualsevol altra que m'hagués pogut donar […] Em farà feliç al llarg de la meua vida futura».

### Mudança a Carolina del Sud
En 1738, quan Eliza Lucas tenia setze anys, els Lucas es van mudar d'Antigua a Carolina del Sud, on el seu pare havia heretat tres plantacions. Amb l'augment de les tensions entre Espanya i Anglaterra, el coronel Lucas creia que la seua família estaria més segura an Carolina que a la minúscula illa. L'avi d'ella, John Lucas, havia adquirit tres lots de terra: Garden Hill, a costat del riu Combahee (unes 600 hectàrees); un altre d'unes 1200 hectàrees en el riu Waccamaw i la plantació Wappoo (d'unes 240 hectàrees) a costat del Wappoo —un rierol estacional que connecta els rius Ashley i Stono. Van escollir residir en Wappoo, a uns 27 km de Charleston (llavors Charles Town) per carretera i uns 9,5 km per via fluvial.
En 1739, el coronel Lucas va haver de tornar a Antigua pel conflicte entre Anglaterra i Espanya i va ser nomenat tinent governador de l'illa. La implicació d'Anglaterra en la Guerra de la Successió austríaca va detenir els seus intents de tornar a Carolina del Sud amb la seua família. Les cartes d'Eliza Lucas al seu pare mostren un gran afecte i demostren que actuava com a gestora de les terres de la família (la seua mare havia mort poc després d'arribar a aquesta colònia).
Eliza Lucas tenia setze anys quan va començar a estar al front de la plantació Wappoo i dels vint esclaus que hi treballaven, a més de supervisar les altres propietats de la família. Garden Hill produïa quitrà i fusta mentre que Waccamaw produïa arròs. A més, també supervisava l'educació de la seua germana menor mentre els seus germans seguien els seus estudis a Londres. D'acord amb el costum de l'època, va començar a registrar les seues cartes en un llibre, considerat un dels millors exemples de textos personals de dones nord-americanes del segle xviii.

### Desenvolupament de l'anyil autèntic com a cultiu
Des d'Antigua, el seu pare va enviar-li diversos tipus de llavors perquè les proves en les plantacions. Com altres agricultors de les terres altes, estaven buscant cultius que complementaren l'arròs. Primer, va experimentar amb gingebre, cotó, alfals i cànem. Des de 1739 va provar de conrear i millorar varietats de l'anyil autèntic, atesa la demanda del tint que se n'obteniia per part de la creixent indústria tèxtil. Quan el seu pare va enviar-li llavors d'anyil autèntic, en 1740, Eliza Lucas hi va posar les seues «més grans esperances» i va planejar plantar-les a l'inici de la següent temporada. En experimentar amb aquella planta en un nou terreny i clima, va aprofitar també coneixements i habilitats dels esclaus negres que havien conreat anyil autèntic en les Índies Occidentals i a l'Àfrica Occidental.
Després que tres anys de perseverànça i molts intents fallits, Eliza Lucas va demostrar que l'anyil autèntic podia conrear-se i ser processat amb èxit a Carolina del Sud. Primer havia treballat amb un expert en anyil autèntic de l'Illa de Montserrat, però va obtenir millors resultats gràcies a la perícia d'un fabricant de colorant anyil d'origen africà contractat pel seu pare des de les Índies Occidentals Franceses.
Eliza Lucas va utilitzar la seua collita de 1744 per acumular llavors, que va compartir amb els propietaris d'altres plantacions, i va aconseguir l'expansió de la producció d'anyil. Va demostrar que les plantacions podien obtenir beneficis en un mercat extremadament competitiu. A causa del seu èxit, les exportacions d'anyil va augmentar de manera espectacular: d'uns 2670 kgs en 1745-1746, es va passar a gairebé 59.000 kg en 1748. L'anyil autèntic es va convertir en el segon cultiu per valor de Carolina del Sud, sols superat per l'arròs, i va contribuir a la riquesa dels propietaris de les seues plantacions. Abans de la Guerra de la Independència dels Estats Units, l'anyil representava més d'un terç del valor de les exportacions de la colònia.

### Matrimoni, estada a Londres i fills
Eliza va ser independent des de molt jove. La seua determinació de mantenir aquesta independència es va traslladar a la seua vida personal. George Lucas, el seu pare, li va presentar dos possibles marits —tots dos rics, ben relacionats i part de l'elit de Carolina del Sud — en els anys abans que Eliza s'enamorés i casés amb Charles Pinckney. Eliza va refusar tots dos pretendents, cosa estranya a l'Amèrica colonial.

La relació de Eliza i Charles Pinckney, l'amo d'una plantació veïna, va començar després de la mort de la seua primera dona. Eliza havia estat molt propera a la parella abans de la mort d'ella. Es van casar el 25 de maig de 1744, quan ella tenia 20 anys. Va prendre les seues responsabilitats familiars seriosament, jurant 
"ser una bona dona del meu benvolgut marit en tots els seus aspectes; fer tots els meus actes d'acord al sincer amor i deure que li guarde… estic resolta a ser una bona mare, bona per als meus fills, a pregar per ells, ser-los un bon exemple, donar-los bon consell, cuidar de les seues ànimes i cossos, vigilar les seues tendres ments."
Pinckney havia estudiat dret a Anglaterra i havia arribat a ser un actiu dirigent en la colònia. Va ser el primer advocat nascut en Carolina del Sud i va ser Advocat General de l'Audiència del Vicealmirall, jutge de pau del Comtat de Berkeley i fiscal general. Va ser triat membre de l'Assemblea de Carolina del Sud, de la qual va ser portaveu de manera intermitent entre 1736 i 1740. També va ser membre del Consell Real Provincial. Eliza diferia de moltes dones del seu temps, en ser "educada, independent, i exitosa". Quan Pinckneys va viure en Charleston, Eliza va plantar roures i magnòlies en la seua mansió sobre la badia, escrivint-se regularment amb botànics britànics.
Eliza va donar a llum a tres fills i una filla: Charles Cotesworth, George Lucas, Harriott Pinckney i Harriot Pinckney. George Lucas Pinckney va morir aviat després del naixement al juny de 1747. En 1753 la família es va traslladar a Londres, on va residir cinc anys. Aquest mateix any, en una audiència a Londres amb Augusta, Princesa de Gal·les, Eliza va presentar a la princesa un vestit fet de seda produïda en les plantacions Pinckney.
Poc després del seu retorn en 1758 a Carolina del Sud, Charles Pinckney va contreure malària i va morir. Vídua, Eliza va continuar dirigint les seues extenses plantacions, a més de les de la família Lucas. La majoria dels seus experiments agrícoles, no obstant això, van tenir lloc abans d'aquest període.
Els fills supervivents van arribar a ser dirigents influents en Carolina del Sud. Charles Cotesworth Pinckney va ser un signant de la Constitució dels Estats Units i va ser el candidat federalista a la vicepresidència en 1800. En 1804 i 1808, fou el candidat federalista a president. Thomas Pinckney va ser nomenat ambaixador a Espanya, on va negociar el Tractat de Pinckney en 1795, per garantir els drets de navegació dels EUA al riu Mississipi fins a Nova Orleans. Va ser el candidat federalista a la vicepresidència en 1796.

### Mort
Eliza Lucas Pinckney va morir de càncer de pit a Filadèlfia, on havia anat a rebre tractament, en 1793. George Washington va ser un dels portadors del seu fèretre en el funeral de Eliza, a l'Església de Sant Pere de Filadèlfia.

## Escrits
Des que es va traslladar a Carolina del Sud fins a la seua mort a Filadèlfia en 1793, Eliza va copiar acuradament totes les seues cartes a la família, amics, i coneguts en un arxiu epistolar. En ell, organitzava les seues cartes en diversos volums, seguint les etapes de la seua vida. El gruix dels documents data de 1739 a 1762.
Els primers volums daten de 1739 a 1746. Narren el trasllat de la seua família a Carolina del Sud i els seus experiments amb les llavors d'indigofera que el seu pare li havia enviat. Volia crear una versió del cultiu que pogués ser empleat en Carolina del Sud. Les seues cartes descriuen els molts anys d'experiments amb el cultiu fins a aconseguir-ho. També detallen el seu matrimoni amb el seu amic i veí Charles Pinckney en 1744.
El segon conjunt de volums comença al voltant de 1753 i finalitza al voltant de 1757. En aquells dies Eliza i Charles havien començat la seua vida junts i havien tingut nens. Aquestes cartes fan referència al mateix temps que ella i la seua família havien passat a Londres pel treball del seu marit. Van viure allí aproximadament cinc anys mentre Charles treballava com el comissari de la colònia de Carolina del Sud.
El tercer conjunt de volums refereix als anys 1758 a 1762. Correspon amb el retorn de la família a Carolina del Sud i la mort del seu marit. Queda vídua i a càrrec de les plantacions de la seua família juntament amb les del seu marit. Va viure com a vídua més de trenta anys fins a la seua mort en 1793 mentre buscava una cura per al seu càncer de pit. Encara que va continuar mantenint còpies de les seues cartes, s'han conservat poques d'aquest període.
Es tracta d'una de les col·leccions més completes d'aquest tipus de l'Amèrica del segle xviii i proporciona un valuós exemple de la vida d'una dona de l'elit colonial. Detalla en escrits les plantacions, passatemps, visites socials i fins i tot els seus experiments amb indi al llarg dels anys. Molts acadèmics consideren aquestes cartes extremadament valuoses perquè descriuen la vida diària d'un extens període més que un esdeveniment singular en la història. Eliza va llegar aquests documents a la seua filla Harriott, qui en al seu temps ho va llegar a la seua filla. El llibre va anar passant de mare a filla ben bé fins al segle xx, quan la família Lucas-Pinckney va donar l'arxiu a la Societat Històrica de Carolina del Sud.